# Yo-kai Watch (jeu vidéo)
Yo-kai Watch est un jeu vidéo de rôle développé et édité par Level-5, sorti en 2013 au Japon sur Nintendo 3DS, en 2015 en Amérique et en 2016 en Europe. Le chef de projet est Akihiro Hino, directeur de l'entreprise de développement.

## Système de jeu
Les combats de ce jeu se lancent de trois manières différentes : en cherchant un Yo-kai sur certains points de la carte grâce au radar Yo-kai, en touchant avec un Yo-kai dans les ruelles et les Limbes Éternelles (de même pour les boss de ce même endroit) ou après une cinématique, pendant le mode histoire.
Yo-kai Watch utilise un système de combat unique. Les Yo-kai avec lesquels le joueur se lie d'amitié se battent seuls, et forment une équipe de six maximum, mais le joueur peut les aider de quatre manières différentes en pleins combats.
Premièrement, l'Âmultime est une attaque chargée représentée par une jauge d'âme, propre à chaque Yo-kai et déclenchée par le joueur à la suite d'un mini-jeu aléatoire : on lui demandera alors de dessiner une forme, de cliquer sur des points défilants sur l'écran ou encore de faire tourner son stylet sur l'écran tactile.
Ensuite, le ciblage. La mécanique est très simple : le joueur choisit un Yo-kai adverse, clique sur son emplacement sur l'écran tactile, et tous les Yo-kai alliés n'attaqueront que cet ennemi, sauf cas particulier.
Puis, les objets. Ils sont collectés ou achetés pendant l'aventure et sont rangés dans le menu des objets. Ils ont plusieurs utilités : la nourriture permet de soigner un allié, de remplir sa jauge d'âme ou le donner à un ennemi pour augmenter ses chances d'amitié en fin de combat (ne fonctionnent pas sur les boss, yo-criminels et Yo-kai invoqués par des boss), les talismans augmentent une statistique d'un allié pendant une durée limitée, les remèdes redonnent un huitième, la moitié ou toute la barre de vie d'un allié K.O, et les poupées de fuite servent à éviter les combats (ne fonctionnent pas pendant les combats de boss, contre les yo-criminels, lors des combats obligatoires et autres exceptions).
Enfin, la purification sert à retirer un envoûtement négatif d'un ami infligé par un adversaire. Comme pour l'Âmultime, purifier un allié requiert la complétion d'un mini-jeu : éclater des bulles violettes, tourner son stylet sur l'écran tactile, briser une vitre en appuyant à répétition sur l'écran, à noter que cette purification à un point faible qui permet de la briser plus vite, ce point est posé aléatoirement. Il y a aussi la méga-chance, qui requiert simplement de cliquer une fois sur l'écran. Purifier un Yo-kai donne également un petit supplément d'EXP à la fin du combat, la méga-chance en rapporte beaucoup plus que les autres, mais est plus rare.
Les Yo-kai adverses ont une chance de vous approcher à la fin du combat. Si, de base, elle est faible, vous pouvez l'augmenter : avec le talent Sympathie ou en donnant de la nourriture aux adversaires pendant le combat, sachant que chaque Yo-kai a des préférences, et plus il apprécie la nourriture donnée, plus la chance d'amitié augmente. Vous pourrez ainsi devenir leur ami et les disposer dans votre équipe de combat.

## Accueil
- Jeuxvideo.com : 15/20[2]
- Gamekult.com : 7/10 [3]